# Gardner Fox
Gardner Francis Cooper Fox (20/5/1911- 24/12/1986) là nhà viết truyện người Mỹ được biết đến như là tác giả của rất nhiều nhân vật truyện tranh của DC Comics. Số lượng truyện tranh mà ông sáng tác được đánh ước lượng lên đến 4000 cuốn.